# Sheppard Crater
Sheppard Crater är ett berg i Antarktis. Det ligger i Östantarktis. Nya Zeeland gör anspråk på området. Toppen på Sheppard Crater är 409 meter över havet, eller 7 meter över den omgivande terrängen. Bredden vid basen är 0,77 km.
Terrängen runt Sheppard Crater är kuperad söderut, men österut är den platt. Havet är nära Sheppard Crater åt nordväst. Trakten är glest befolkad. Närmaste befolkade plats är McMurdo Station, 6,6 kilometer söder om Sheppard Crater. 